# Chris Ellis (attore)
Chris Ellis (Dallas, 14 aprile 1956) è un attore statunitense.

## Filmografia parziale

### Cinema
- Giorni di tuono (Days of Thunder), regia di Tony Scott (1990)
- Mio cugino Vincenzo (My Cousin Vinny), regia di Jonathan Lynn (1992)
- Coppia d'azione (Undercover Blues), regia di Herbert Ross (1993)
- La famiglia Addams 2 (Addams Family Values), regia di Barry Sonnenfeld (1993)
- Apollo 13, regia di Ron Howard (1995)
- Allarme rosso (Crimson Tide), regia di Tony Scott (1995)
- Legame mortale (The Tie That Binds), regia di Wesley Strick (1995)
- Music Graffiti (That Thing You Do!), regia di Tom Hanks (1996)
- Con Air, regia di Simon West (1997)
- Mr. Bean - L'ultima catastrofe (Bean: The Ultimate Disaster Movie), regia di Mel Smith (1997)
- Sesso & potere (Wag the Dog), regia di Barry Levinson (1997)
- Sparkler, regia di Darren Stein (1997)
- Armageddon - Giudizio finale (Armageddon), regia di Michael Bay (1998)
- Godzilla, regia di Roland Emmerich (1998)
- Fast Food, regia di Dean Parisot (1998)
- Cielo d'ottobre (October Sky), regia di Joe Johnston (1999)
- L'ultimo sceriffo (The Last Marshall), regia di Mike Kirton (1999)
- The Watcher, regia di Joe Charbanic (2000)
- Planet of the Apes - Il pianeta delle scimmie (Planet of the Aples), regia di Tim Burton (2001)
- Unico testimone (Domestic Disturbance), regia di Harold Becker (2001)
- Daddy & Them - Una famiglia di pecore nere (Daddy and Them), regia di Billy Bob Thornton (2001)
- Ragazze al limite (Beyond the City Limits), regia di Gigi Gaston (2002)
- Prova a prendermi (Catch Me If You Can), regia di Steven Spielberg (2002)
- Wonderland, regia di James Cox (2003)
- U-429 - Senza via di fuga (In Enemy Hands), regia di Tony Giglio (2004)
- Dick & Jane - Operazione furto (Fun with Dick and Jane), regia di Dean Parisot (2005)
- The Island, regia di Michael Bay (2005)
- Die Hard - Vivere o morire (Die Hard), regia di Len Wiseman (2007)
- Transformers, regia di Michael Bay (2007)
- Teenage Dirtbag, regia di Regina Crosby (2009)
- G-Force - Superspie in missione (G-Force), regia di Hoyt Yeatman (2009)
- Il cavaliere oscuro - Il ritorno (The Dark Knight Rises), regia di Christopher Nolan (2012)
- Oscure presenze (Jessabelle), regia di Kevin Greutert (2014)

### Televisione
- Tom e Huck - Avventure sul Mississippi (Rascals and Robbers: The Secret Adventures of Tom Sawyer and Huck Finn), regia di Dick Lowry – film TV (1982)
- X-Files (The X-Files) – serie TV, episodio 3x22 (1995)
- Alias – serie TV, episodio 2x07 (2002)
- Tiger Cruise - Missione crociera (Tiger Cruise), regia di Duwayne Dunham – film TV (2004)
- CSI: NY – serie TV, episodio 2x05 (2005)
- Veronica Mars – serie TV, episodio 3x12 (2007)

## Doppiatori italiani
Nelle versioni in italiano delle opere in cui ha recitato, Chris Ellis è stato doppiato da:
- Nino Prester in Apollo 13, The Watcher, Il cavaliere oscuro - Il ritorno
- Cesare Barbetti in Cielo d'ottobre, Criminal Minds
- Oreste Rizzini in Tiger Cruise - Missione crociera, Ghost Whisperer - Presenze
- Elio Zamuto in Cold Case - Delitti irrisolti, Burn Notice - Duro a morire
- Ambrogio Colombo in Mad Men, Young Sheldon
- Massimo Rinaldi in Mio cugino Vincenzo
- Fabrizio Temperini in X-Files
- Giovanni Petrucci in Millennium
- Carlo Valli in Armageddon - Giudizio finale
- Giorgio Favretto in Roswell
- Bruno Alessandro in Planet of the Apes - Il pianeta delle scimmie
- Mino Caprio in Alias
- Sergio Di Giulio in Unico testimone
- Luciano Roffi in Prova a prendermi
- Wladimiro Grana in Wonderland
- Renato Mori in CSI: NY
- Nino D'Agata in NCIS - Unità anticrimine
- Adalberto Maria Merli in Die Hard - Vivere o morire
- Luca Biagini in G-Force - Superspie in missione
- Michele Gammino in The Mentalist
- Silvio Anselmo in Oscure presenze
- Rodolfo Bianchi in Music Graffiti
- Gerolamo Alchieri ne Il risolutore
- Emilio Cappuccio in Warehouse 13
- Saverio Moriones in CSI - Scena del crimine
- Mauro Bosco in K.C. Agente Segreto
- Nicola Braile in 9-1-1: Lone Star
- Saverio Indrio in Hand of God